# فردریک رمینگتون
فردریک رمینگتون (انگلیسی: Frederic Sackrider Remington؛ زاده ۴ اکتبر ۱۸۶۱ - درگذشته ۲۶ دسامبر ۱۹۰۹) نقاش، تصویرگر، مجسمه‌ساز و نویسنده اهل ایالات متحده آمریکا بود. او در ترسیم غرب آمریکا تخصص داشت.

## اوایل زندگی
فردریک رمینگتون در سال ۱۸۶۱ در نیویورک به دنیا آمد. خانوادهٔ مادری او نیز که از نژاد فرانسوی باسک بودند، در اوایل دههٔ ۱۶۰۰ به آمریکا آمده و ویندزور را در کنتیکت تأسیس کردند. پدر رمینگتون که خانواده‌اش در سال ۱۶۳۷ از انگلستان به آمریکا آمده بودند، سرهنگ ارتش اتحادیه در جنگ داخلی آمریکا بود. او سردبیر روزنامه و رئیس ادارهٔ پست بود. خانواده اش نیز طرفدار سرسخت حزب جمهوری‌خواه بودند.
رمینگتون‌ها پشت در پشت سوارکار بودند. ساموئل باسکام، یکی از پدربزرگ‌های فردریک رمینگتون، در تجارت زین‌سازی فعال بود. اجداد رمینگتون همچنین در جنگ فرانسه و هند، انقلاب آمریکا و جنگ ۱۸۱۲ حضور داشتند.
فردریک رمینگتون پسر عموی الیفالت رمینگتون، بنیانگذار شرکت اسلحه‌سازی رمینگتون، که قدیمی‌ترین اسلحه‌سازی آمریکا محسوب می‌شود، بود. او همچنین با سه نفر از مشهورترین مردان کوهستان به نام «جددیه اسمیت»، «جاناتان تی وارنر» و «رابرت داک نیول» ارتباط داشت. رمینگتون از طریق خانوادهٔ وارنر با جورج واشینگتن، اولین رئیس‌جمهور ایالات متحده، در ارتباط بود.
سرهنگ رمینگتون در بیشتر چهار سال اول زندگی پسرش در جنگ بود. پس از جنگ، وی خانوادهٔ خود را برای مدتی کوتاه به بلومینگتون منتقل کرد و به عنوان سردبیر جمهوری‌خواه بلومینگتون منصوب شد، اما خانواده در سال ۱۸۶۷ به کانتون بازگشتند. فردریک تنها فرزند ازدواج آنها بود، به همین خاطر بیش از پیش مورد توجه قرار گرفت. او کودکی فعال، و نسبت به سنش بزرگ و قوی بود. همچنین عاشق شکار، شنا، سوارکاری و کمپینگ بود. فردریک دانش آموز ضعیفی بود، به ویژه در ریاضیات. او در سنین پایین شروع به کشیدن طرح‌هایی از سربازان و گاوچران‌ها کرد.
در ۱۱ سالگی فردریک رمینگتون خانواده او به اوگدنس بورگ، نیویورک نقل مکان کردند و او در «مؤسسه اسقفی ورمونت» که یک مدرسهٔ نظامی تحت مدیریت کلیسا بود، شرکت کرد؛ جایی که پدرش امیدوار بود نظم و انضباط، مشکل عدم تمرکز پسرش را بهبود ببخشد و شاید به یک حرفهٔ نظامی منجر شود. رمینگتون اولین درس‌های طراحی خود را در مؤسسه گذراند. سپس به مدرسه نظامی دیگری منتقل شد. جایی که همکلاسی‌هایش رمینگتون جوان را یک دوست دلپذیر، کمی بی‌دقت و تنبل، خوش‌اخلاق و سخاوتمند توصیف می‌کردند، اما قطعاً سرباز نمی‌دانستند. او از کشیدن کاریکاتور و نیمرخ همکلاسی‌هایش لذت می‌برد. در سن ۱۷ سالگی، او به عمویش از جاه‌طلبی‌های متواضعانهٔ خود نوشت: «من هرگز قصد ندارم که کار بزرگی انجام دهم. من فقط یک زندگی کوتاه دارم و آرزوی ثروت یا شهرت را در درجه‌ای که تنها با تلاشی فوق‌العاده از جانب من به دست می‌آید، دوست ندارم.» او حرفه ای را برای خود به عنوان روزنامه‌نگار تصور کرد، و هنر را به عنوان یک جنبهٔ جانبی در نظر گرفت.

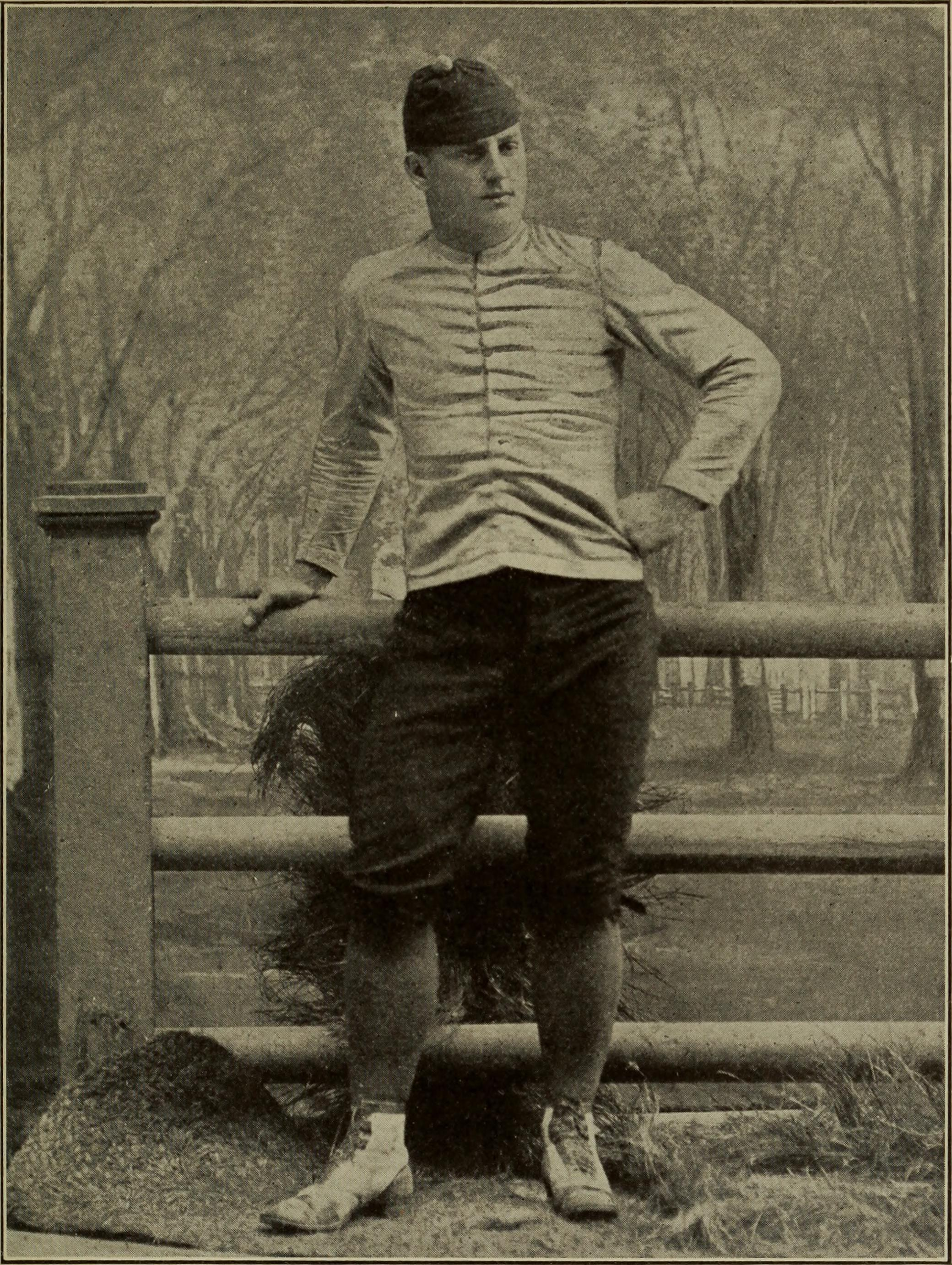
فردریک رمینگتون با لباس فوتبال، کاپشن بوم و شلوار فلانل.

فردریک رمینگتون در مدرسهٔ هنر در دانشگاه ییل حضور داشت و زیر نظر جان هنری نیمایر تحصیل کرد. رمینگتون تنها دانشجوی پسر سال اول بود. او دریافت که فوتبال و بوکس جالب‌تر از تمرینات هنری رسمی است، به ویژه طراحی بازیگران و اجسام بی جان. به همین خاطر او ترجیح می‌دهد طراحی کنشی داشته باشد. اولین تصویر منتشر شدهٔ او کارتون یک «بازیکن فوتبال بانداژ شده» برای روزنامهٔ دانشجویی ییل کورانت بود. اگرچه او یک بازیکن ستاره نبود، اما حضور او در تیم فوتبال قدرتمند ییل، مایهٔ افتخار بزرگی برای رمینگتون و خانواده‌اش بود. او در سال ۱۸۷۹ ییل را ترک کرد تا به پدر بیمار خود که مبتلا به سل بود رسیدگی کند. پدرش یک سال بعد درسن ۵۰ سالگی درگذشت و از طرف شهروندان اوگدنس بورگ مورد احترام قرار گرفت.
رمینگتون که از ارث پدری و با درآمدی ناچیز امرار معاش می‌کرد، حاضر نشد به مدرسهٔ هنر بازگردد و در عوض وقت خود را صرف چادر زدن و لذت بردن از خودش کرد. در سن ۱۹ سالگی، او اولین سفر خودش به غرب را انجام داد. ابتدا به مونتانا رفت. در آنجا ابتدا برای خرید یک راس گاو، و سپس استخراج از معادن اقدام کرد، اما متوجه شد که سرمایهٔ کافی برای هیچ‌یک از این دو را ندارد. سال ۱۸۸۱ در غرب آمریکایی، او چمنزارهای وسیع، بوفالوی آمریکایی، و آخرین درگیری‌های بزرگ سواره‌نظام آمریکا و قبایل بومی آمریکا، صحنه‌هایی که از زمان کودکی خود تصور کرده بود را مشاهده کرد. او همچنین در سال ۱۸۹۵ در «مونتیگ استیونز» واقع در نیومکزیکو، خرس‌های گریزلی شکار کرد. از همان سفر اول، هفته نامهٔ هارپر اولین تلاش تجاری منتشر شده رمینگتون را چاپ کرد. بازنمایی یک طرح سریع روی کاغذهای بسته‌بندی که او به شرق فرستاده بود. [15] در سال ۱۸۸۳، رمینگتون به روستاهای کانزاس، در جنوب شهر پیبادی در نزدیکی پلام گروو رفت تا دست خود را در تجارت پررونق گوسفند و پشم امتحان کند. او تمام میراث خود را سرمایه‌گذاری کرد، اما گاوداری را جزو مشاغل خشن، خسته کننده و منزوی دانست که او را از چیزهای ظریفتری که در زندگی در ساحل شرقی به آنها عادت داشت محروم می‌کرد. دامداران واقعی او را تنبل می‌دانستند. در سال ۱۸۸۴، او زمین خودش را فروخت.
رمینگتون شغل ترسیم نقشه را شروع کرد، اما در آن مرحله حاصل کارهایش هنوز پیش پا افتاده بودند. کمتر از یک سال پس از فروش دامداری اش، به خانه بازگشت. پس از به دست آوردن سرمایهٔ بیشتر از مادرش، او به کانزاس سیتی بازگشت تا یک تجارت دیگر را شروع کند، اما به دلیل کلاهبرداری از او، این کار ناموفق بود. فردریک باقیماندهٔ پول خود را به عنوان شریک، در یک میخانه سرمایه‌گذاری کرد. او در سال ۱۸۸۴ برای ازدواج با «اوا کاتن» به خانه رفت، سپس آن‌ها بلافاصله به کانزاس سیتی بازگشتند. اوا کاتن که از زندگی در میخانه ناراضی بود، فردریک را ترک کرد و به اوگدنس بورگ بازگشت. با رفتن همسرش و کسب و کار بدی که داشت، رمینگتون به‌طور جدی شروع به ترسیم نقاشی کرد و طرح‌های اولیهٔ خود را با کالاهای اساسی عوض کرد.
او به زودی موفق شد نقاشی‌های خود را به مردم محلی بفروشد تا هنر را به عنوان یک حرفهٔ واقعی ببیند. رمینگتون دوباره به خانه بازگشت. میراثش از بین رفت اما ایمانش به حرفهٔ جدیدش محفوظ ماند. او به همسرش اوا کاتن پیوست و به بروکلین نقل مکان کرد. او تحصیلات خود را در «لیگ هنرجویان نیویورک» آغاز کرد و تکنیک‌های خود را به میزان قابل توجهی تقویت کرد. زمانبندی او بسیار عالی بود، زیرا علاقهٔ روزنامه‌ها به غربِ در حال مرگ رو به افزایش بود. او تصاویر، طرح‌ها و آثار دیگرش با مضامین غربی را برای انتشار به هفته نامهٔ کالیر و هفته نامهٔ هارپر ارسال کرد، زیرا تجربیات اخیر غربی او (که بسیار اغراق‌آمیز بود) نزد ناشران شرقی که به دنبال اصالت بودند، برایش اعتبار به دست آورد. اولین جلد تمام صفحهٔ او با نام خودش در ۹ ژانویه ۱۸۸۶ هنگامی که بیست و پنج سالگ داشت در هفته نامهٔ هارپرز منتشر شد. فردریک رمینگتون با پشتوانهٔ مالی عمویش بیل، توانست حرفه هنری خود را دنبال و از همسرش نیز حمایت کند.

## نگارخانه

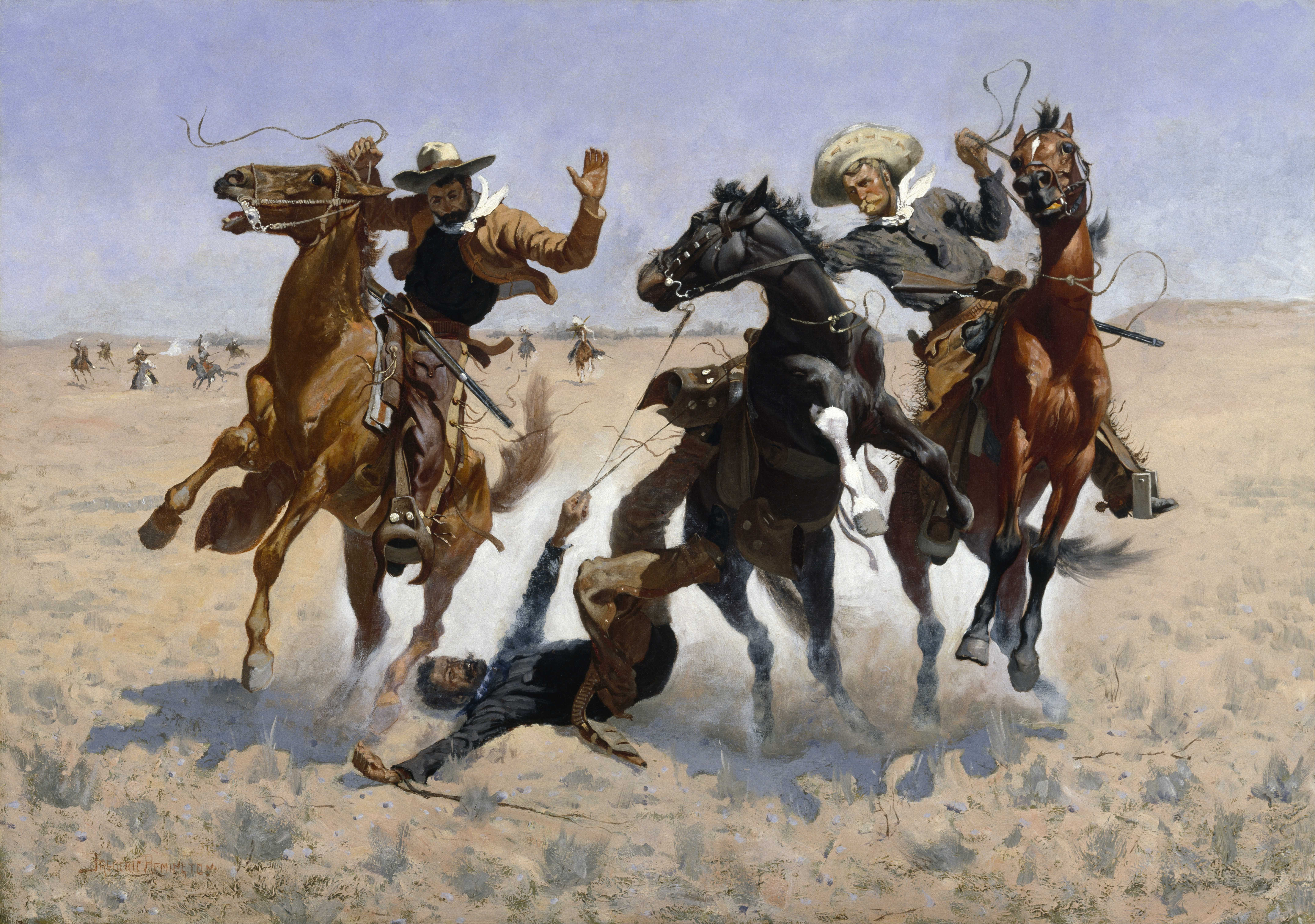
کمک به رفیق ۱۸۹۰ م. موزه هنرهای زیبای هیوستون
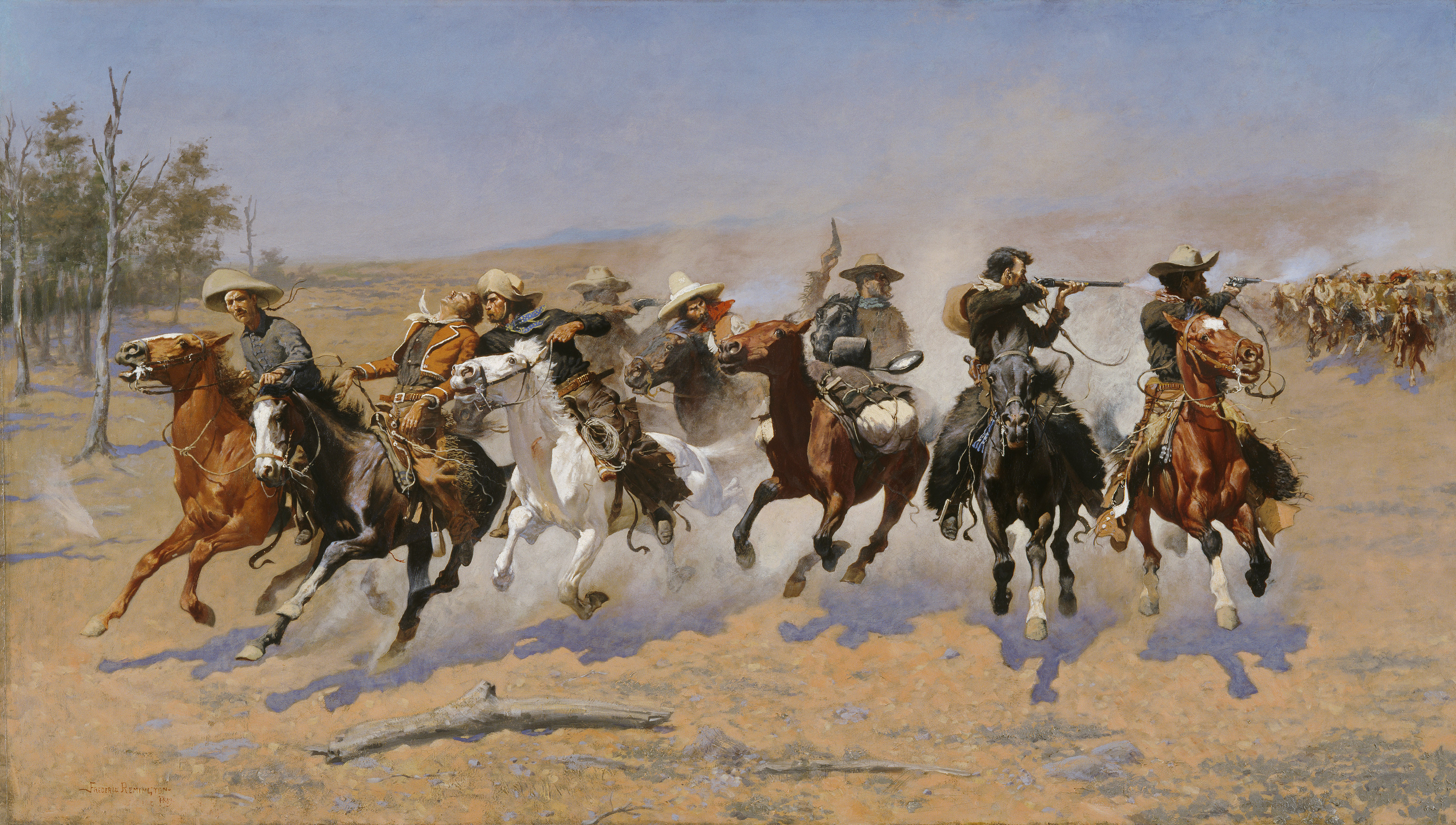
A Dash for the Timber ۱۸۸۹ میلادی موزه آمون کارتر
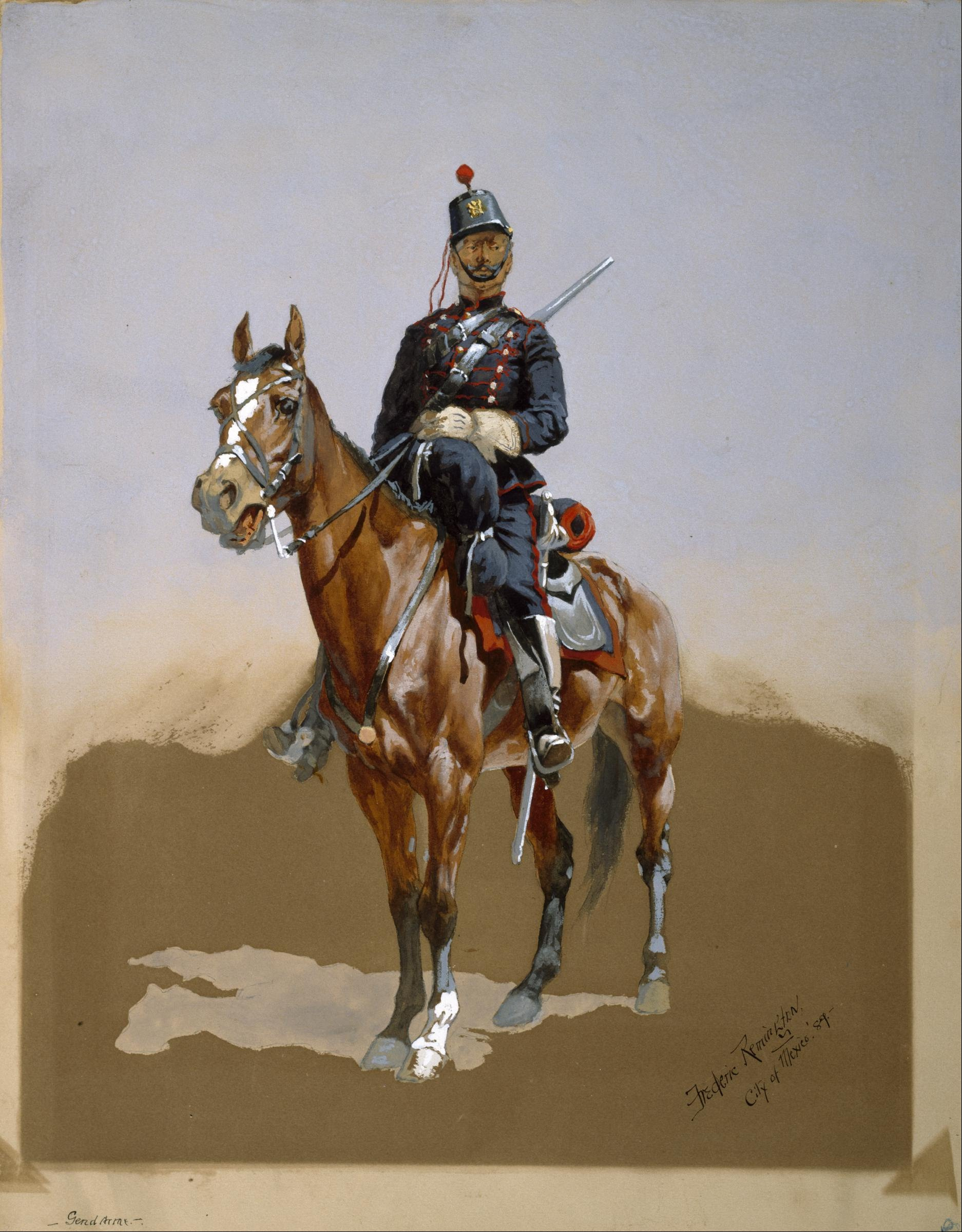
ژاندارم ۱۸۸۹ میلادی موزه هنرهای زیبای هیوستون
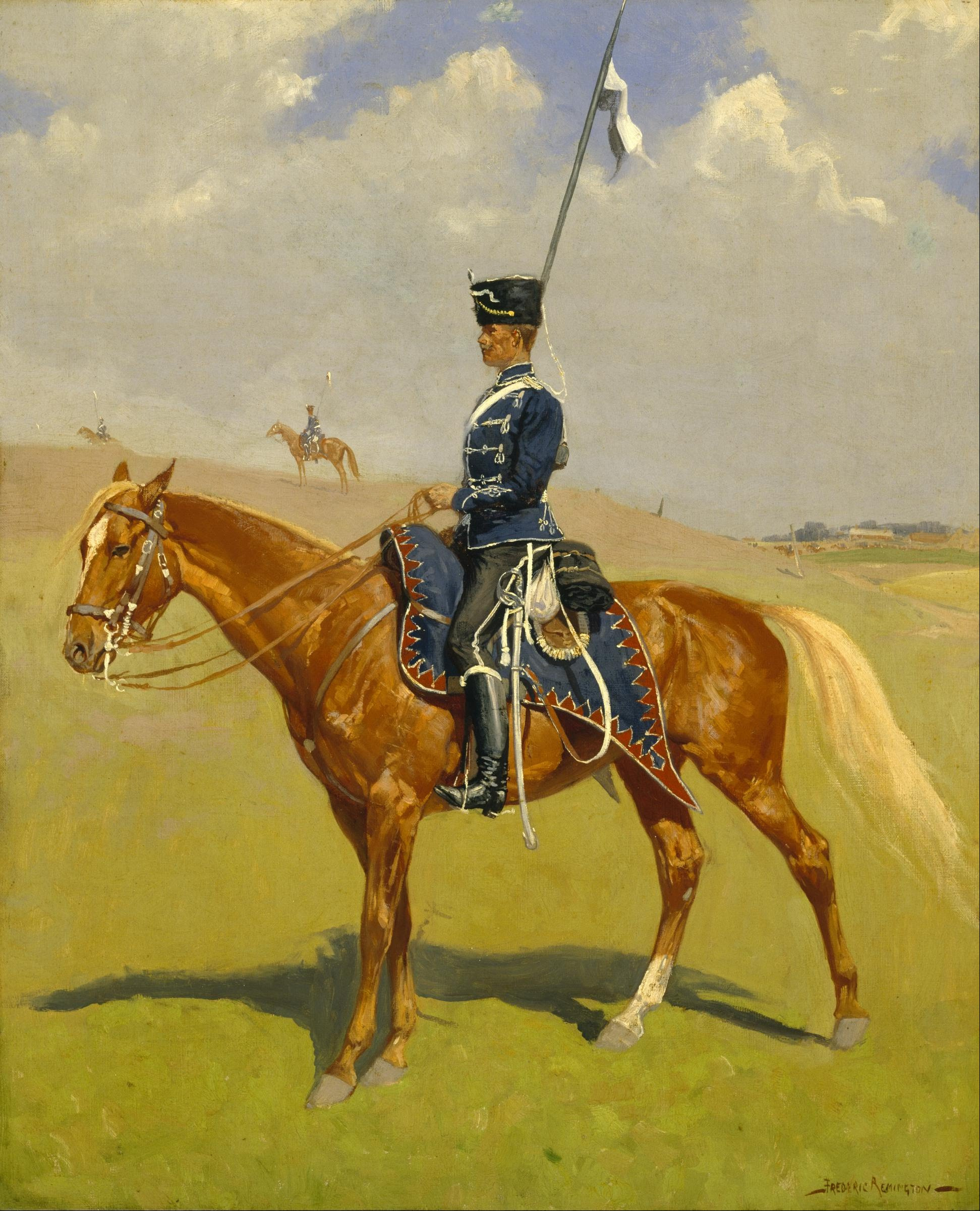
سواره‌نظام سبک‌اسلحه ۱۸۹۳ میلادی موزه هنرهای زیبای هیوستون
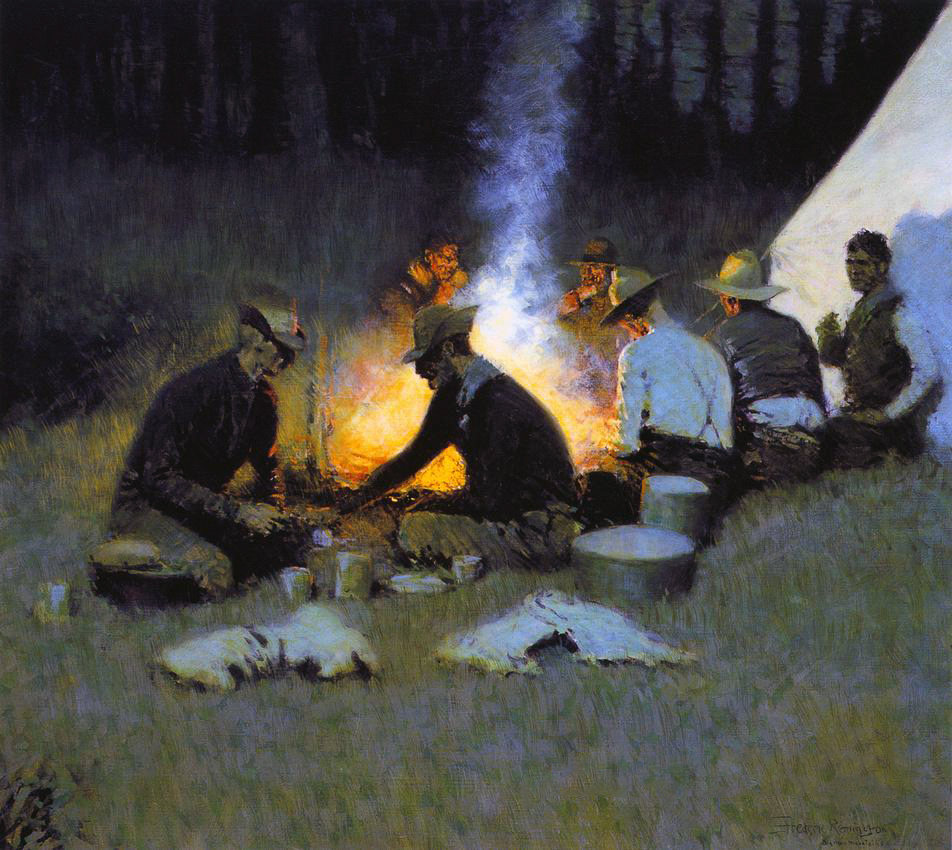
شام شکارچیان ۱۹۰۹ میلادی موزه ملی گاوچران و میراث غربی
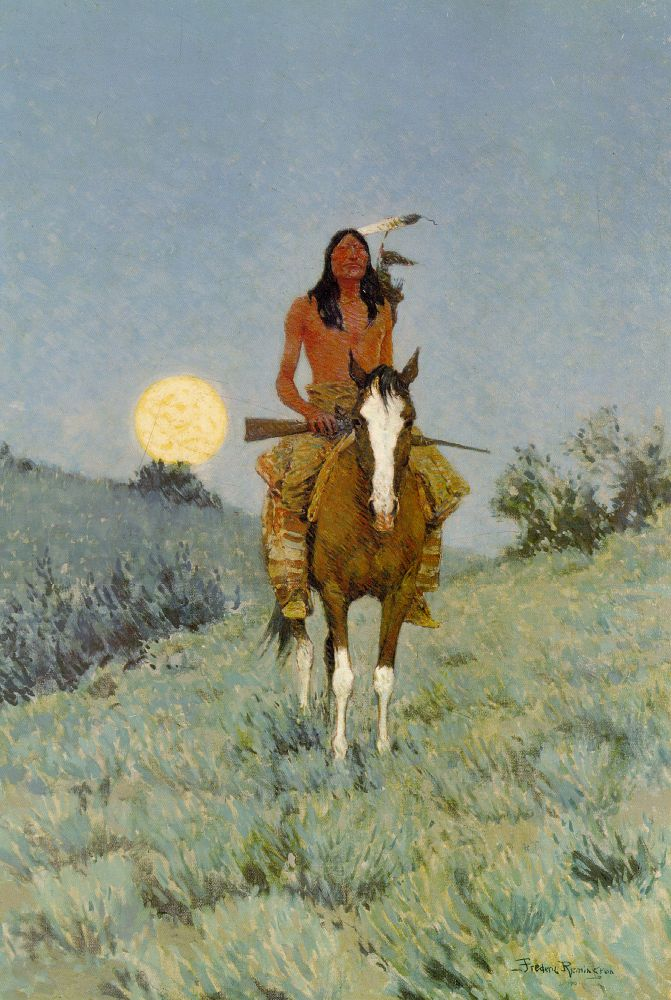
دورافتاده ۱۹۰۹ میلادی موزه بروکلین
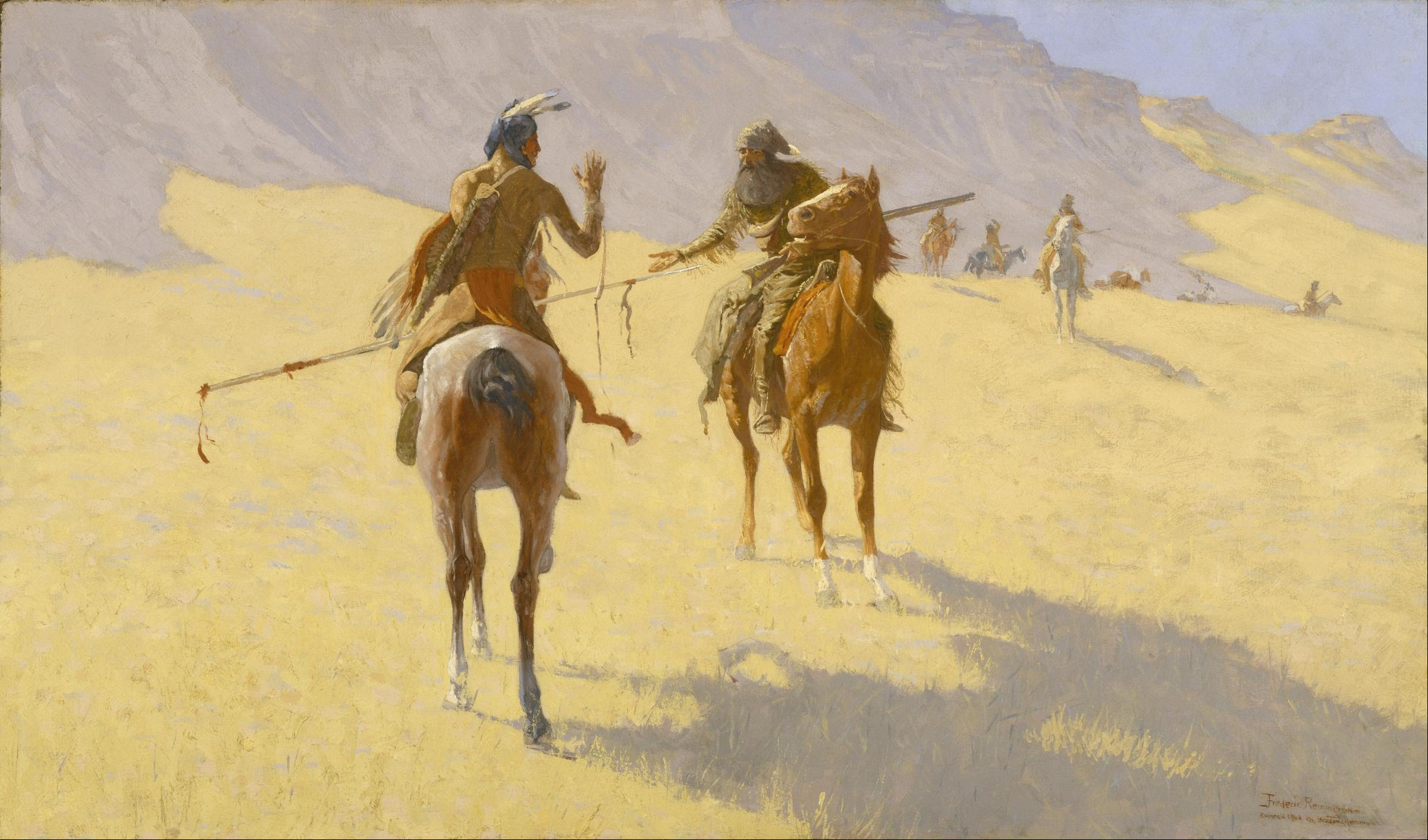
پارلی ۱۹۰۳ میلادی موزه هنرهای زیبای هیوستون
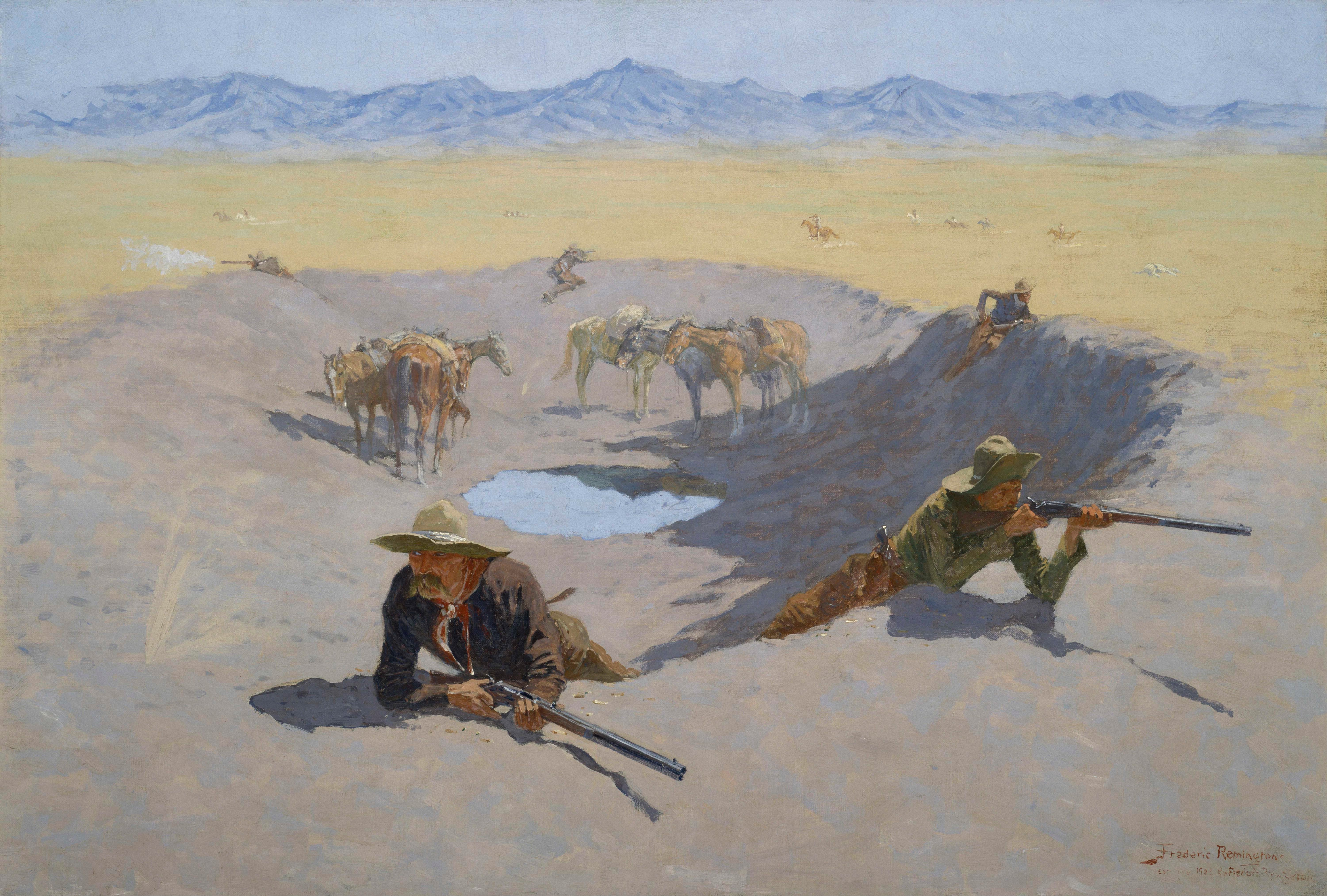
مبارزه برای چاه آب ۱۹۰۳ میلادی موزه هنرهای زیبای هیوستون
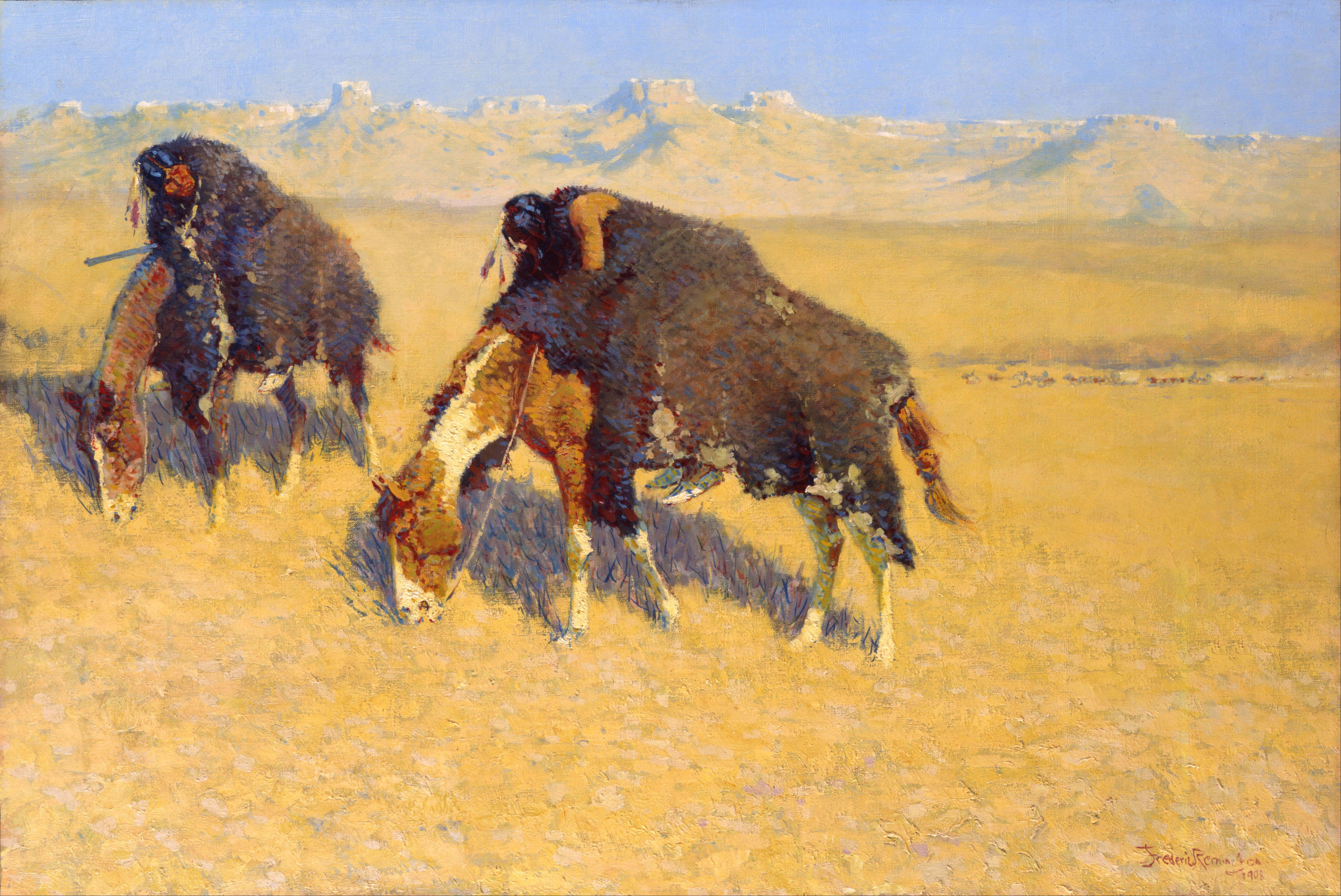
سرخپوستان شبیه ساز بوفالو ۱۹۰۸ میلادی موزه هنر تولدو
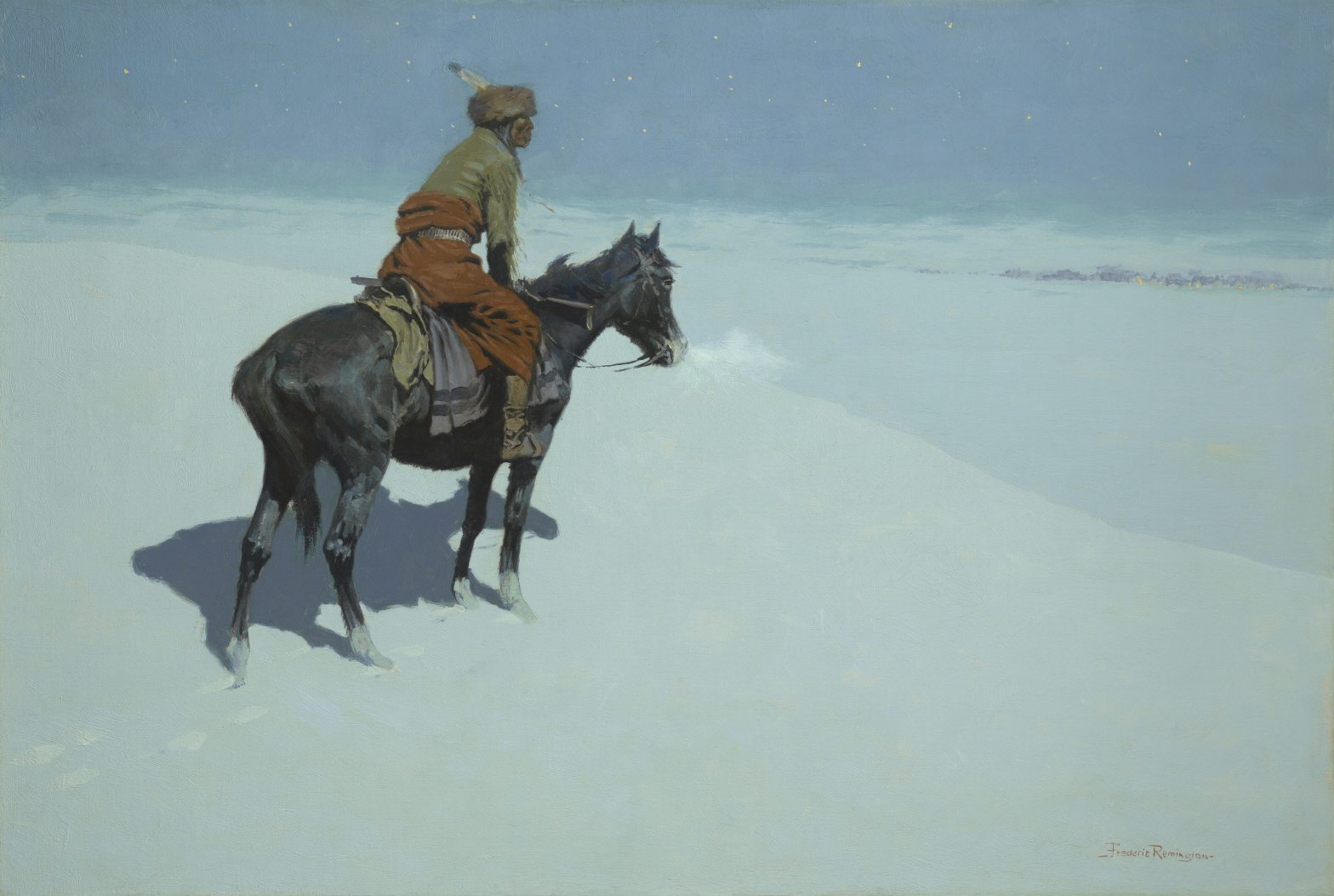
دوستان یا دشمنان دیده بان ۱۹۰۵ میلادی موسسه هنری کلارک
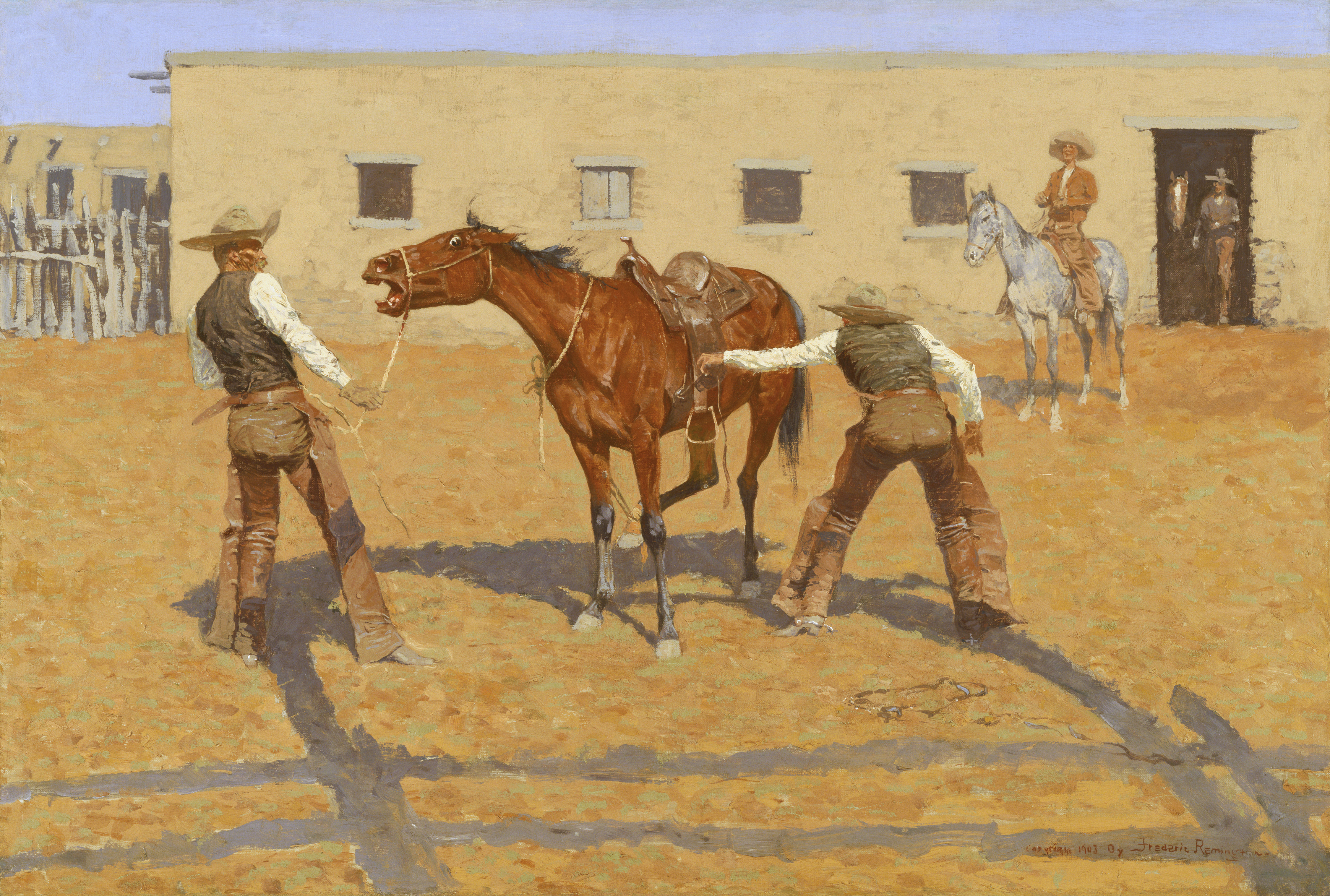
اولین درس او ۱۹۰۳ میلادی موزه هنرهای زیبای هیوستون
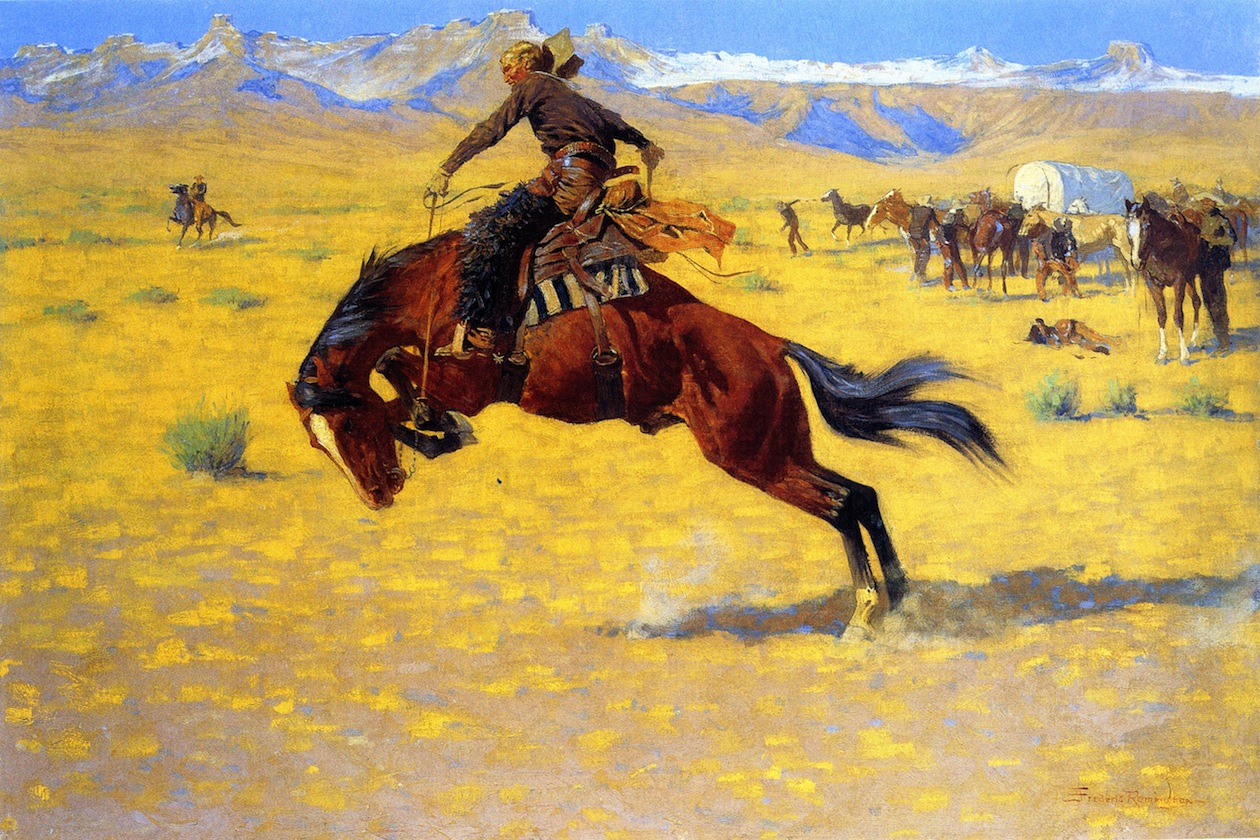
یک صبح سرد در دامنه ۱۹۰۴ میلادی موزه هنرهای غربی آمریکا - مجموعه آنشوتز
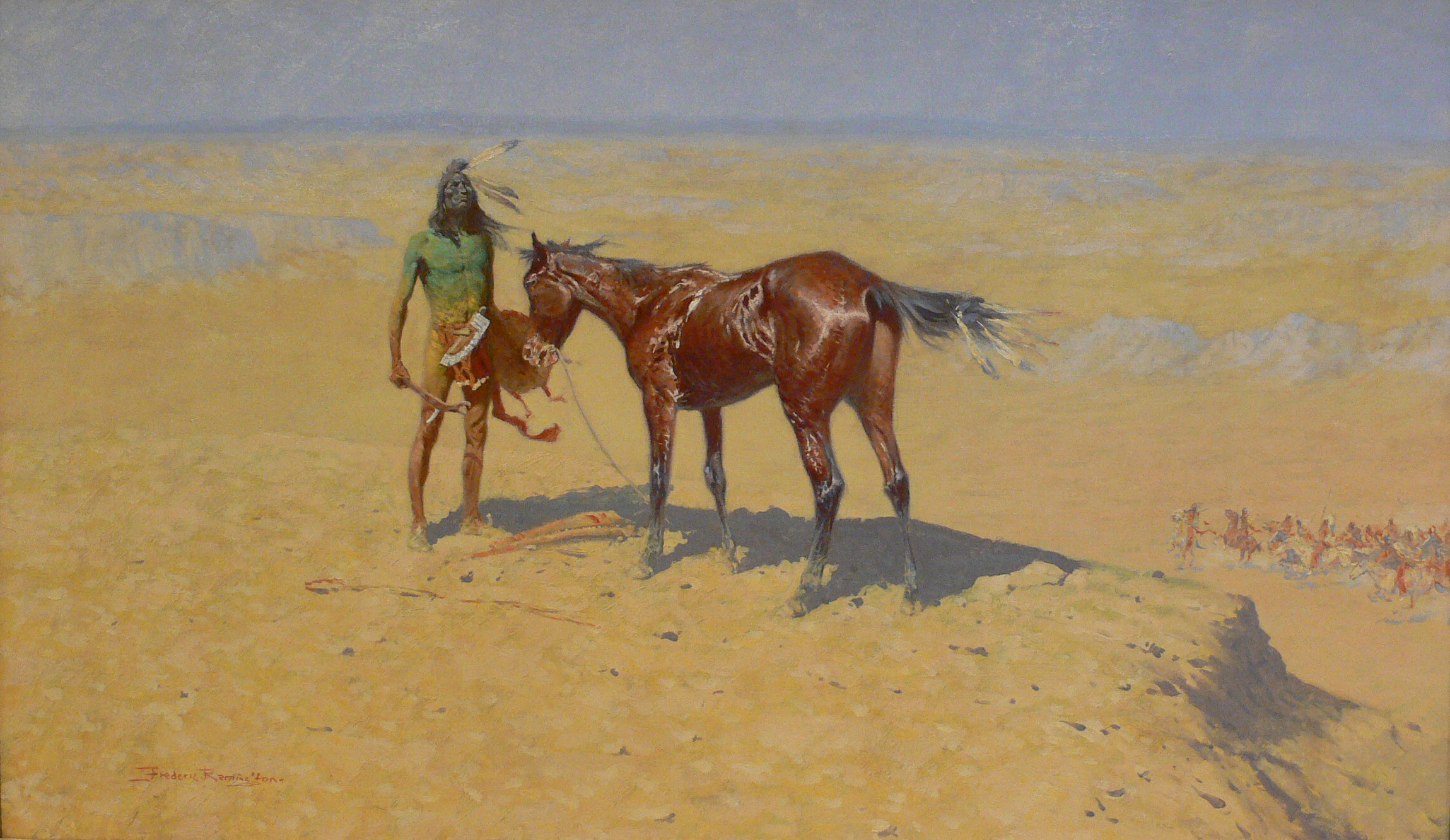
Ridden Down ۱۹۰۵ میلادی موزه آمون کارتر
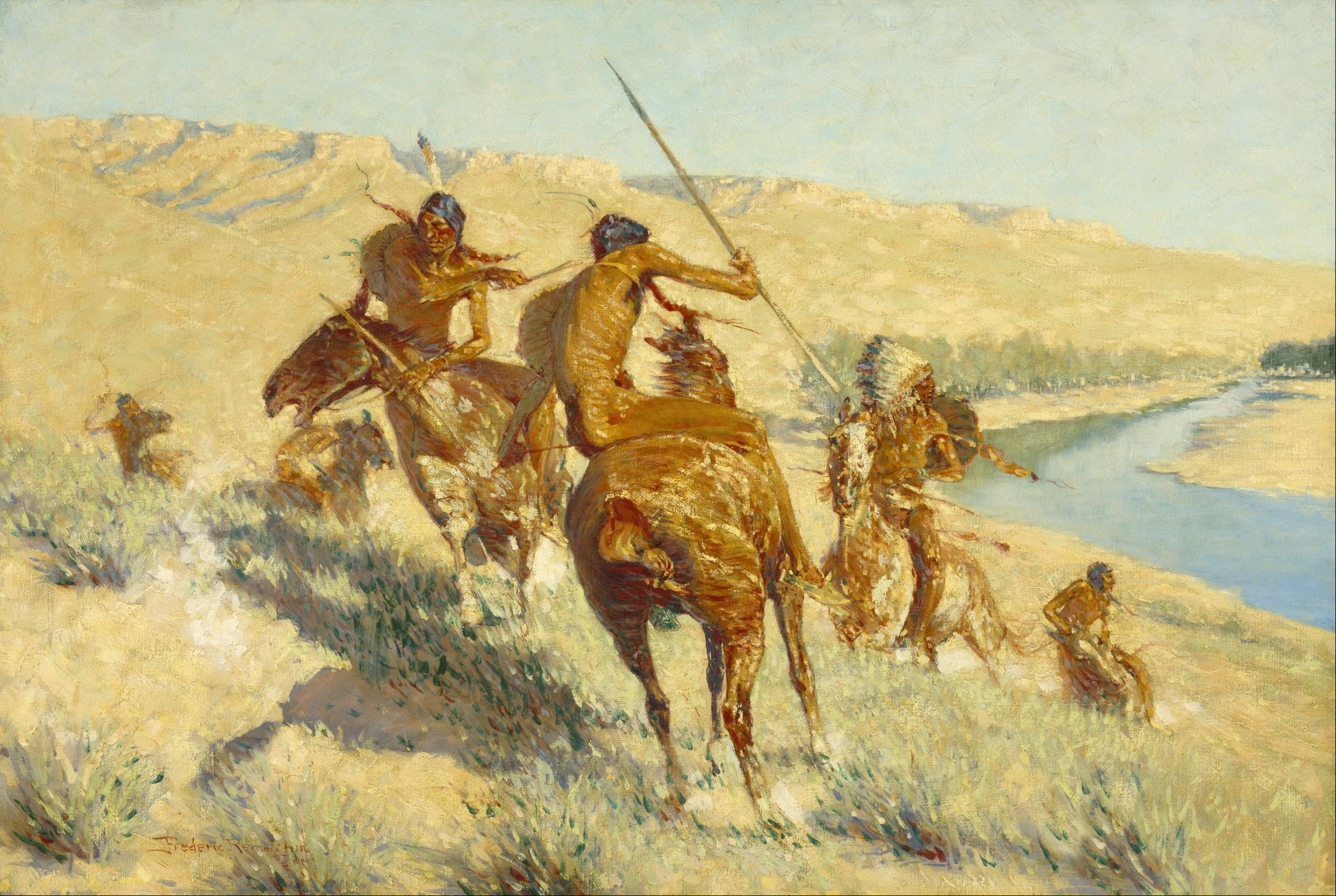
Episode of the Buffalo Gun ۱۹۰۹ میلادی موزه هنرهای زیبای هیوستون
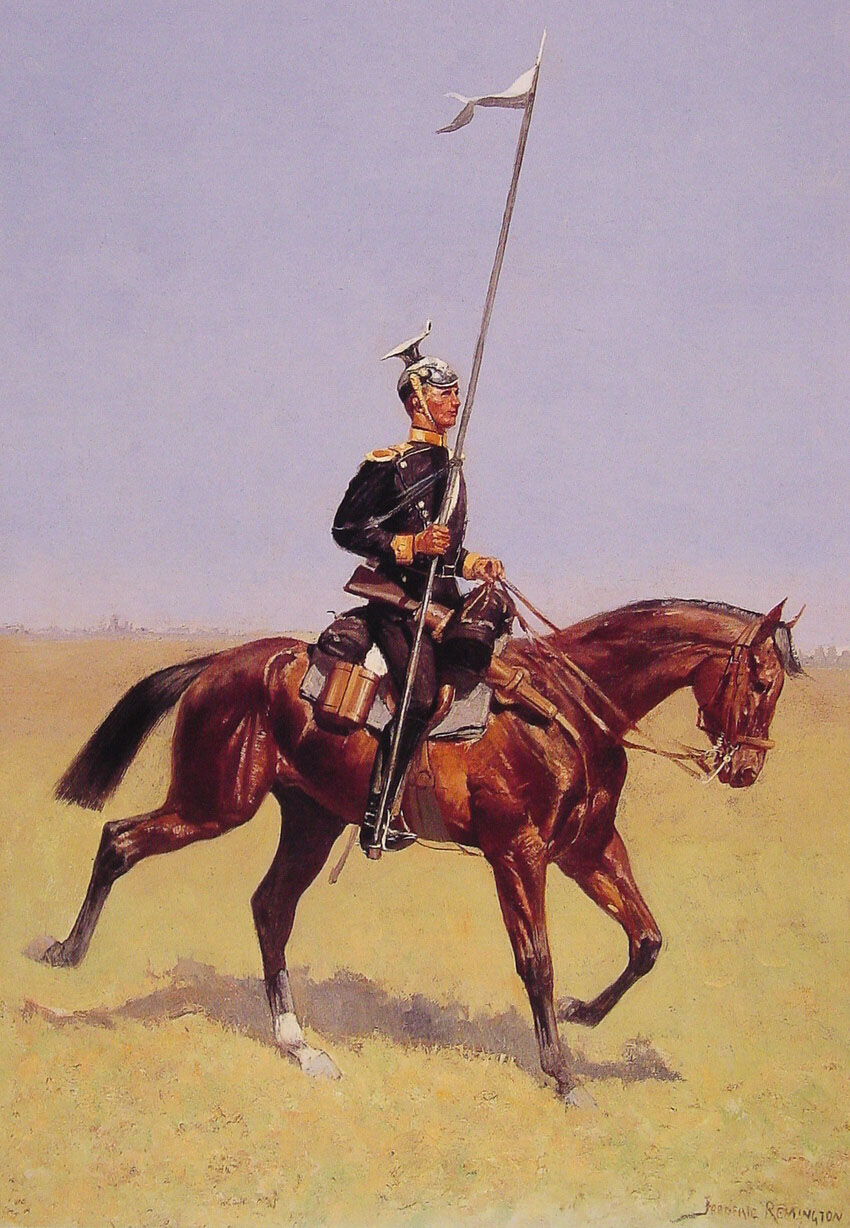
اولان ۱۸۹۲ میلادی مجموعه خصوصی
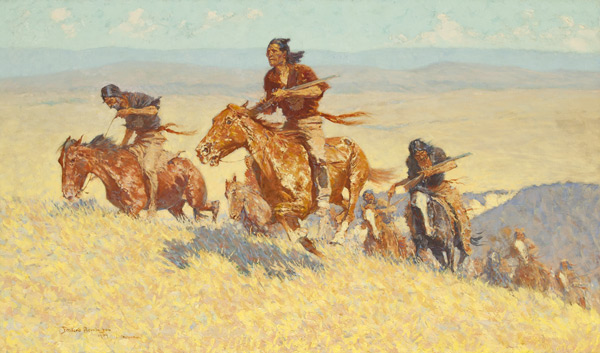
حوضهٔ شاخ بزرگ (نوعی گوسفند کوهی آمریکایی) ۱۹۰۹ میلادی موزه سید ریچاردسون
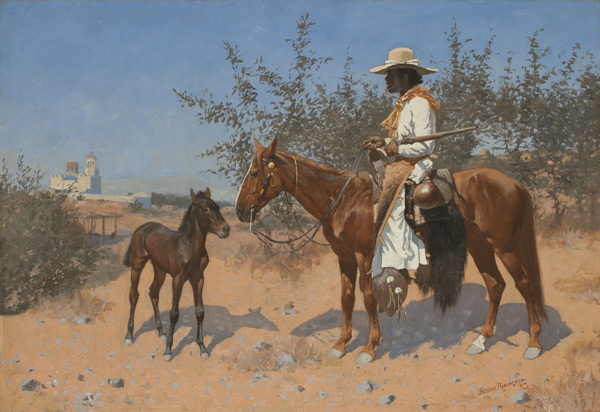
نگهبان
۱۸۸۹ میلادی
موزه سید ریچاردسون